# Seconde Chambre des États généraux
Pour les autres articles nationaux ou selon les autres juridictions, voir Chambre des représentants.
39e législature
Binnenhof
Bezuidenhoutseweg 67 (nl)
(provisoirement)
La Seconde Chambre des États généraux ou plus brièvement la Seconde Chambre (en néerlandais : Tweede Kamer der Staten-Generaal ou Tweede Kamer ) — également appelée la Chambre des représentants en français, — est la chambre basse des États généraux du royaume des Pays-Bas. Composée de 150 membres élus pour un mandat de quatre ans au scrutin proportionnel plurinominal, elle possède des prérogatives plus importantes que la Première Chambre. Les dernières élections ont eu lieu le 22 novembre 2023.
Martin Bosma (PVV) préside la Seconde Chambre depuis le 14 décembre 2023. La Seconde Chambre est composée de treize commissions permanentes regroupées sous six pôles (cadre de vie, administration, social, éducation, international, finances et économie), devant lesquelles toute pétition recueillant plus de 40 000 signatures peut être présentée par son auteur. Les séances de la Seconde Chambre sont retransmises en direct en ligne et ouvertes au public, des sièges étant installés derrière ceux des parlementaires.

## Fonctionnement

### Contrôle du gouvernement
Bien que son nom pourrait laisser penser le contraire, la Première Chambre a un moindre pouvoir politique que la Seconde Chambre. Les coalitions de gouvernement se forment et tombent au sein de cette dernière. Les ministres sont également politiquement responsables devant celle-ci, ne pouvant se maintenir sans le soutien d'une majorité à la Seconde Chambre. La Première Chambre, qui dispose également du pouvoir de censurer un ministre, mais en use plus rarement, ne peut censurer le cabinet, au contraire de la Seconde Chambre.
La Seconde Chambre peut voter une motion, par laquelle elle formule un avis, ou demande à un ministre ou à l'ensemble du gouvernement de faire quelque chose, ou de s'en abstenir. Un tel texte n'a toutefois pas de caractère impératif. Ainsi, une motion de défiance (motie van afkeuring) n'est pas équivalente à une motion de censure (motie van wantrouwen). Le gouvernement, par ordonnance du monarque, dispose d'un droit de dissolution parlementaire.
La Seconde Chambre a trois fonctions principales :
- contrôle du gouvernement ;
- co-législateur, avec le gouvernement et la Première Chambre ;
- représentation de la population.

Afin de contrôler le gouvernement, la Seconde Chambre dispose de plusieurs pouvoirs et instruments. À ce titre, une compétence importante est le pouvoir budgétaire : il s'agit de pouvoir approuver, désapprouver et modifier les budgets. La Seconde Chambre dispose également d'un droit d'interpellation et d'un droit d'enquête.
Lorsque la Seconde Chambre doit contrôler des actions du gouvernement qui ne peuvent être débattues en salle plénière, se réunit la « commission secrète » (Commissie Stiekem, officiellement la Commissie voor de Inlichtingen- en Veiligheidsdiensten), composée des présidents des groupes parlementaires des principaux partis à la Seconde Chambre (au minimum cinq), afin de limiter le nombre de personnes informées. Les présidents de groupe représentent leur parti à la commission et tout manquement à la confidentialité peut être sanctionné de poursuites pénales. La commission se réunit principalement afin de contrôler les services de renseignement.

#### Interpellation de l'exécutif

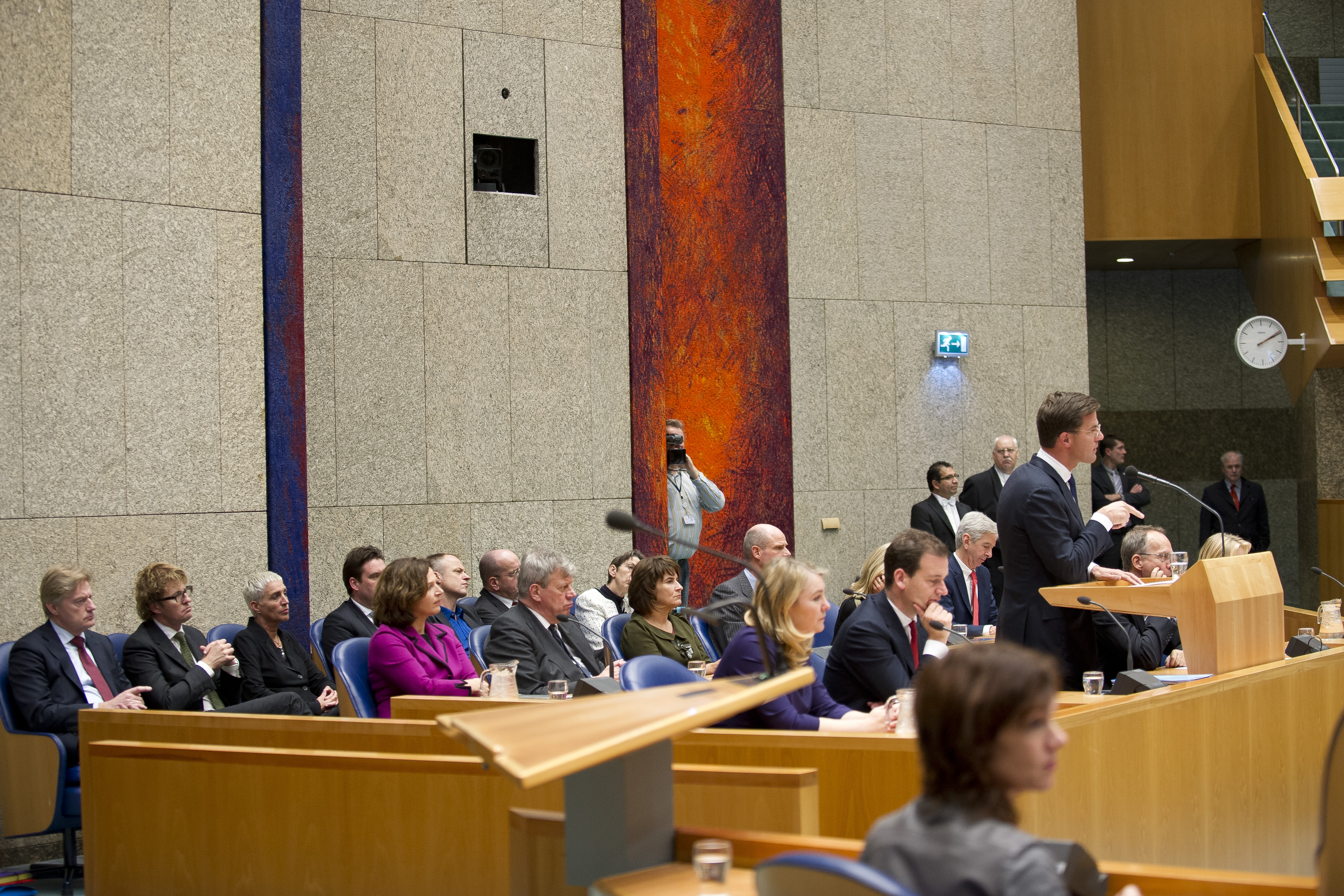
Sièges des ministres et secrétaires d'État face à l'hémicycle parlementaire (2012).

L'interpellation est un débat durant lequel un ministre ou secrétaire d'État est appelé à répondre d'une décision.
Chaque membre de la Seconde Chambre peut demander un tel débat et celui-ci prend place si une majorité des membres l'approuve, tel étant en général le cas. Pour les questions de moindre importance, les ministres ou secrétaires d'État peuvent être interrogés durant la séance hebdomadaire de questions orales. Il est également possible de transmettre une question écrite, à laquelle le ministre est obligé de répondre.

#### Enquête parlementaire
Pour des cas exceptionnels, la Seconde Chambre fait usage de son droit d'enquête. Une commission spéciale est nommée, chargée d'examiner la politique du gouvernement sur une question donnée. Les intéressés peuvent être interrogés sous serment et mis en détention. L'enquête parlementaire sur le massacre de Srebrenica est probablement l'exemple le plus connu.

### Propositions de loi
Dans le cadre de son pouvoir législatif, la Seconde Chambre a un droit d'amendement : elle peut proposer et adopter à la majorité des modifications aux projets de lois qui lui sont soumis. Un ministre en désaccord peut s'y opposer en menaçant de démissionner ou de retirer l'ensemble de la loi concernée. Les projets de loi sont déposés par le gouvernement, mais il arrive qu'un ou plusieurs membres de la Seconde Chambre déposent une proposition de loi d'initiative (initiatiefwetsvoorstel).

## Système électoral
La Seconde Chambre est composée de 150 sièges pourvus pour quatre ans au scrutin proportionnel plurinominal avec liste ouverte dans une unique circonscription nationale. Vingt circonscriptions régionales sont utilisées pour correspondre aux listes électorales dressées au niveau régional, mais n'entrent pas en compte dans le système électoral. Les listes étant ouvertes, les électeurs ont la possibilité d'exprimer un vote préférentiel pour un candidat sur la liste pour laquelle ils votent. Les sièges obtenus par chaque liste sont par la suite attribués en priorité à ces candidats. 
Après décompte des voix, la répartition des sièges se fait à la proportionnelle selon la méthode D'Hondt parmi les listes ayant dépassé le quotient de Hare.
S'il n'y a pas de seuil électoral sous la forme d'un pourcentage du total des voix valides à atteindre, la méthode utilisée ainsi que le nombre total de sièges conduisent néanmoins de facto à un seuil de 0,67 % des suffrages exprimés à l'échelon national. Le quotient de Hare est en effet établi en divisant le total des pourcentages de part des voix par le total des sièges, soit 100 divisé par 150, qui donne 0,67 %. Les partis en lice reçoivent autant de sièges qu'ils ont obtenu de fois le quotient, la méthode D'Hondt étant ensuite utilisée pour les sièges restants à partir des voix qui restent sans toutefois atteindre le quotient. Cette méthode se fait à l'exclusion des listes n'ayant pas déjà obtenu de sièges. Le quotient est ensuite à nouveau utilisé pour la prise en compte des votes préférentiels. Les candidats ayant recueilli sur leur nom au moins 25 % du quotient, soit environ 0,17 %, reçoivent en priorité les sièges obtenus par leur liste. Les sièges obtenus par une liste sont ainsi répartis à ses candidats ayant franchi 25 % du quotient, dans l'ordre décroissant de leur total de votes préférentiels, puis — s'il reste des sièges — à ses candidats ne l'ayant pas franchi, dans l'ordre de leurs noms figurant sur la liste,.

## Présidence

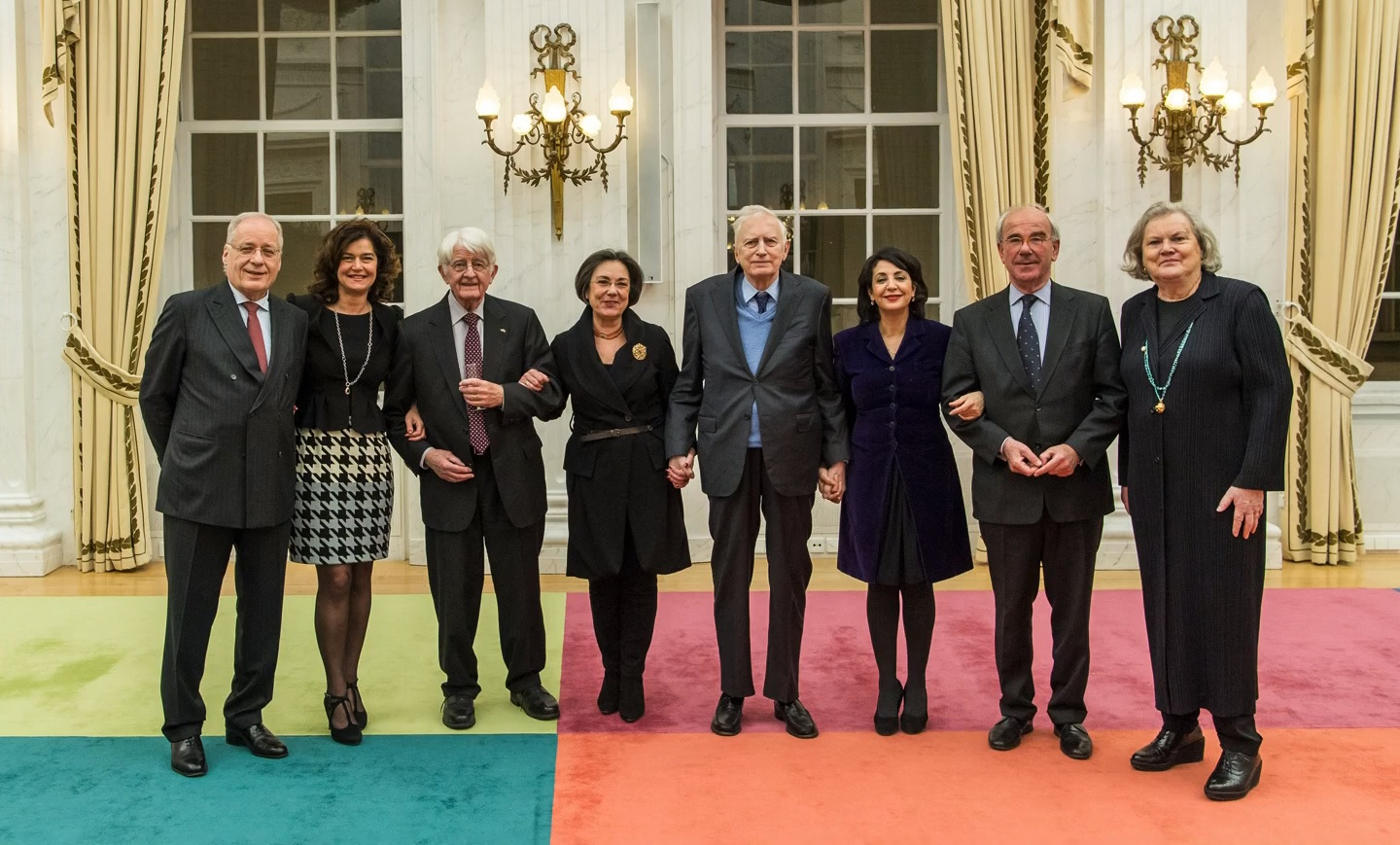
Anciens présidents de la Seconde Chambre reçus dans l'Oude Zaal de la Binnenhof en 2017 par la présidente Khadija Arib.

Le président de la Seconde Chambre est élu par ses pairs en début de législature depuis une révision constitutionnelle de 1983. Auparavant, il est nommé par la Couronne à partir d'une liste de trois candidats soumise par la Seconde Chambre au monarque. De facto, le monarque choisissait le premier nom sur la liste. Le président est assisté par plusieurs vice-présidents au sein du présidium, chargés du bon fonctionnement de l'assemblée.
Depuis 2023, Martin Bosma du Parti pour la liberté (PVV) est président de la Seconde Chambre.
| Titulaire               | Parti | Parti | Début du mandat   | Fin du mandat     | Législature(s)            |
| ----------------------- | ----- | ----- | ----------------- | ----------------- | ------------------------- |
| Rad Kortenhorst         |       | KVP   | 12 août 1948      | 13 janvier 1963   | 17e, 18e, 19e et 20e      |
| Frans-Jozef van Thiel   |       | KVP   | 29 janvier 1963   | 7 décembre 1972   | 20e, 21e, 22e et 23e      |
| Anne Vondeling          |       | PvdA  | 7 décembre 1972   | 17 juillet 1979   | 24e et 25e                |
| Dick Dolman             |       | PvdA  | 17 juillet 1979   | 14 septembre 1989 | 25e, 26e, 27e, 28e et 29e |
| Wim Deetman             |       | CDA   | 14 septembre 1989 | 1er décembre 1996 | 29e et 30e                |
| Piet Bukman             |       | CDA   | 3 décembre 1996   | 19 mai 1998       | 30e                       |
| Jeltje van Nieuwenhoven |       | PvdA  | 20 mai 1998       | 16 mai 2002       | 31e                       |
| Frans Weisglas          |       | VVD   | 28 mai 2002       | 30 novembre 2006  | 32e et 33e                |
| Gerdi Verbeet           |       | PvdA  | 6 décembre 2006   | 20 septembre 2012 | 34e et 35e                |
| Anouchka van Miltenburg |       | VVD   | 25 septembre 2012 | 12 décembre 2015  | 36e                       |
| Khadija Arib            |       | PvdA  | 13 janvier 2016   | 7 avril 2021      | 36e, 37e et 38e           |
| Vera Bergkamp           |       | D66   | 7 avril 2021      | 6 décembre 2023   | 38e                       |
| Martin Bosma            |       | PVV   | 14 décembre 2023  | En cours          | 39e                       |

## Rémunérations
En 2023, les représentants à la Seconde Chambre sont rémunérés à hauteur de 8 889,89 euros de salaire brut mensuel.
La présidence, les vice-présidences et les présidences de groupe donnent droit à des suppléments de salaire. Les représentants disposent d'une OV-chipkaart remboursée par la Seconde Chambre afin d'effectuer les trajets en transports en commun dans le cadre de leurs fonctions.

## Composition
Composition de la Seconde Chambre au 6 décembre 2023 à l'ouverture de la 39e législature, à la suite des élections législatives de 2023 :
| Parti | Parti                                                  | Orientation              | Idéologie                                         | Président de groupe     | Sièges |
| ----- | ------------------------------------------------------ | ------------------------ | ------------------------------------------------- | ----------------------- | ------ |
|       | Parti pour la liberté (PVV)                            | Droite à extrême droite  | Nationalisme, euroscepticisme                     | Geert Wilders           | 37     |
|       | Gauche verte-Parti travailliste (GL-PvdA)              | Centre gauche à gauche   | Social-démocratie, écologisme                     | Frans Timmermans        | 25     |
|       | Parti populaire pour la liberté et la démocratie (VVD) | Centre droit             | Libéral-conservatisme                             | Dilan Yeşilgöz-Zegerius | 24     |
|       | Nouveau contrat social (NSC)                           | Centre droit             | Démocratie chrétienne                             | Pieter Omtzigt          | 20     |
|       | Démocrates 66 (D66)                                    | Centre à centre gauche   | Social-libéralisme                                | Rob Jetten              | 9      |
|       | Mouvement agriculteur–citoyen (BBB)                    | Centre droit à droite    | Agrarisme, défense des agriculteurs               | Caroline van der Plas   | 7      |
|       | Appel chrétien-démocrate (CDA)                         | Centre droit             | Démocratie chrétienne                             | Henri Bontenbal         | 5      |
|       | Parti socialiste (SP)                                  | Gauche à gauche radicale | Social-démocratie, socialisme démocratique        | Lilian Marijnissen      | 5      |
|       | Forum pour la démocratie (FvD)                         | Droite à extrême droite  | Conservatisme populiste                           | Thierry Baudet          | 3      |
|       | Parti pour les animaux (PvdD)                          | Gauche                   | Droits des animaux                                | Esther Ouwehand         | 3      |
|       | Parti politique réformé (SGP)                          | Droite                   | Droite chrétienne, calvinisme                     | Chris Stoffer           | 3      |
|       | Denk (DENK)                                            | Gauche                   | Intérêts des Néerlandais d'origine étrangère      | Stephan van Baarle      | 3      |
|       | Union chrétienne (CU)                                  | Centre droit             | Christianisme social, conservatisme social        | Mirjam Bikker           | 3      |
|       | Volt Pays-Bas (Volt)                                   | Centre à centre gauche   | Fédéralisme européen                              | Laurens Dassen          | 2      |
|       | JA21                                                   | Droite à droite radicale | Libéral-conservatisme, opposition à l'immigration | Joost Eerdmans          | 1      |
| Total | Total                                                  | Total                    | Total                                             |                         | 150    |

## Siège

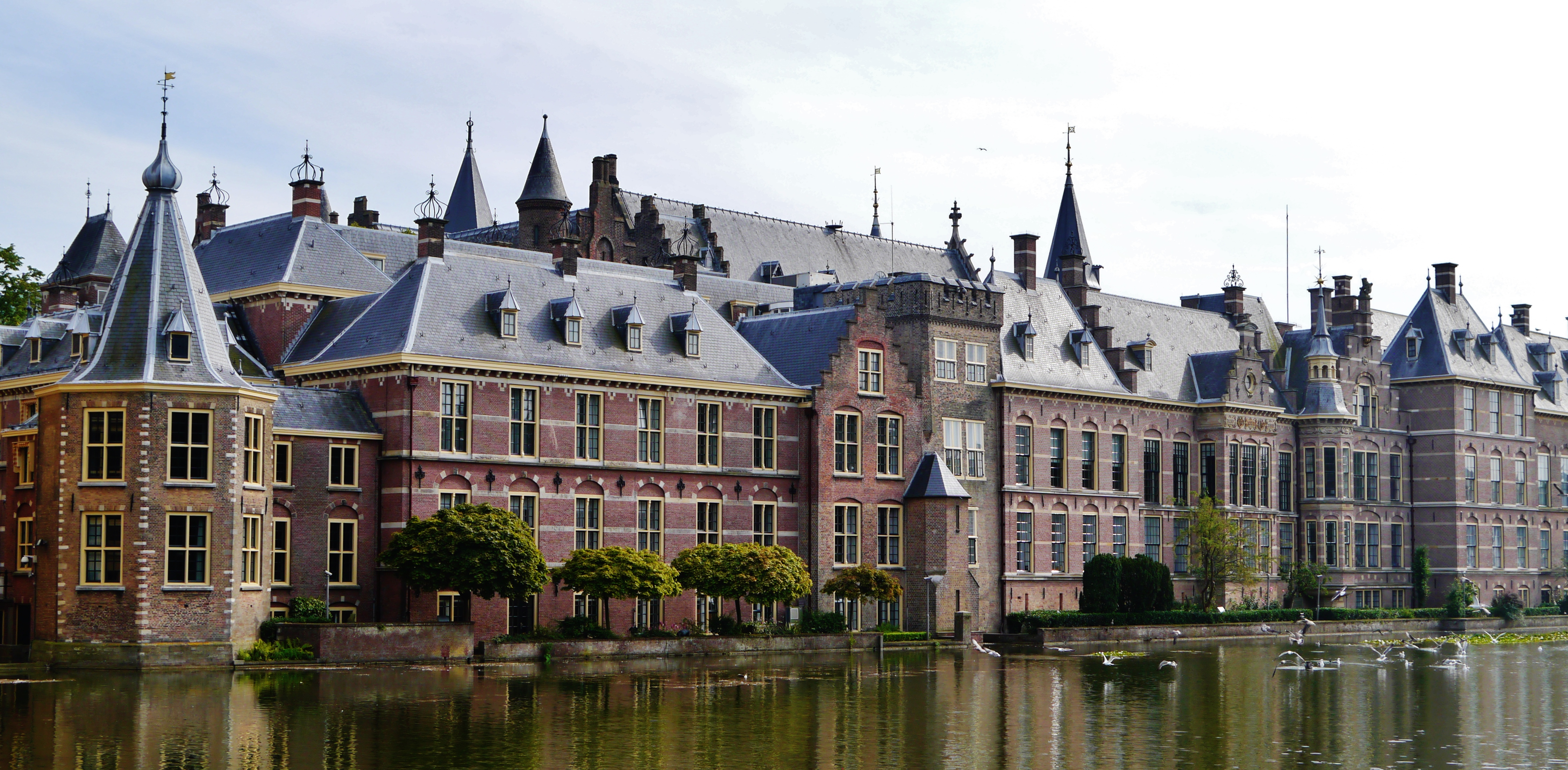
Vue des bâtiments de la Binnenhof sur le Hofvijver (« Étang de la cour »).

La Seconde Chambre des États généraux siège à la Binnenhof de La Haye. En 2021, elle déménage provisoirement sur la Bezuidenhoutseweg, non loin de la gare centrale de La Haye, dans l'ancien siège du ministère des Affaires étrangères, alors que la Binnenhof entre en rénovation.